# 巻線形三相誘導発電機
巻線形三相誘導発電機（まきせんがたさんそうゆうどうはつでんき）は、巻線形三相誘導電動機を交流発電機として運転するものである。

## 二次励磁方式
電動機の二次側巻線に滑り周波数の励磁電流を流し、一次側巻線から定周波数の電力を出力する。

## 特徴
- 可変速運転ができる。
- 単独運転できる。
- 励磁電源が必要。

## 用途
- 出力によって回転数を変化させたほうが効率が良くなる原動機（固定翼水車など）と組み合わせる発電。